# Sarastro

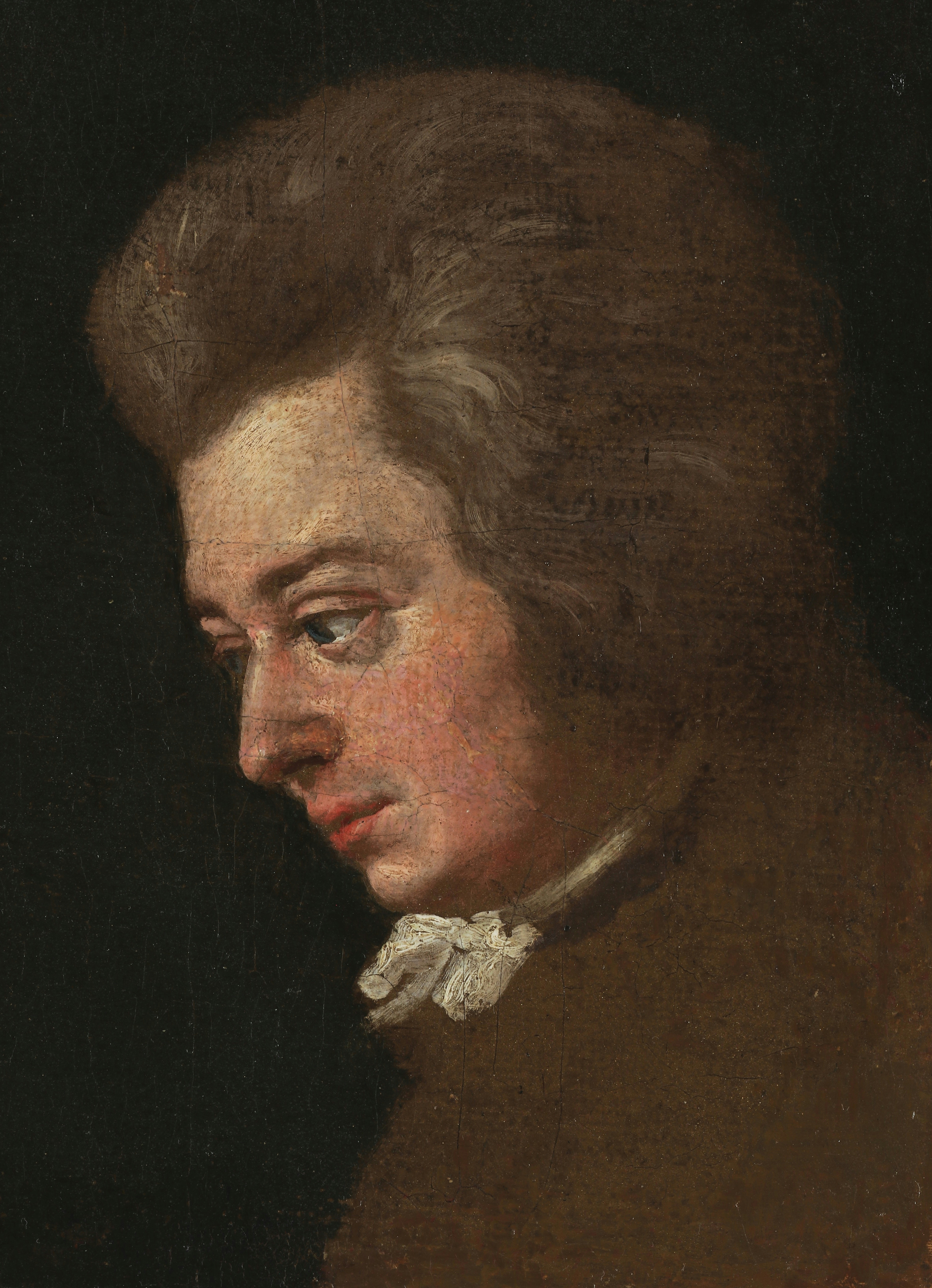
W.A. Mozart – autor Joseph Lange

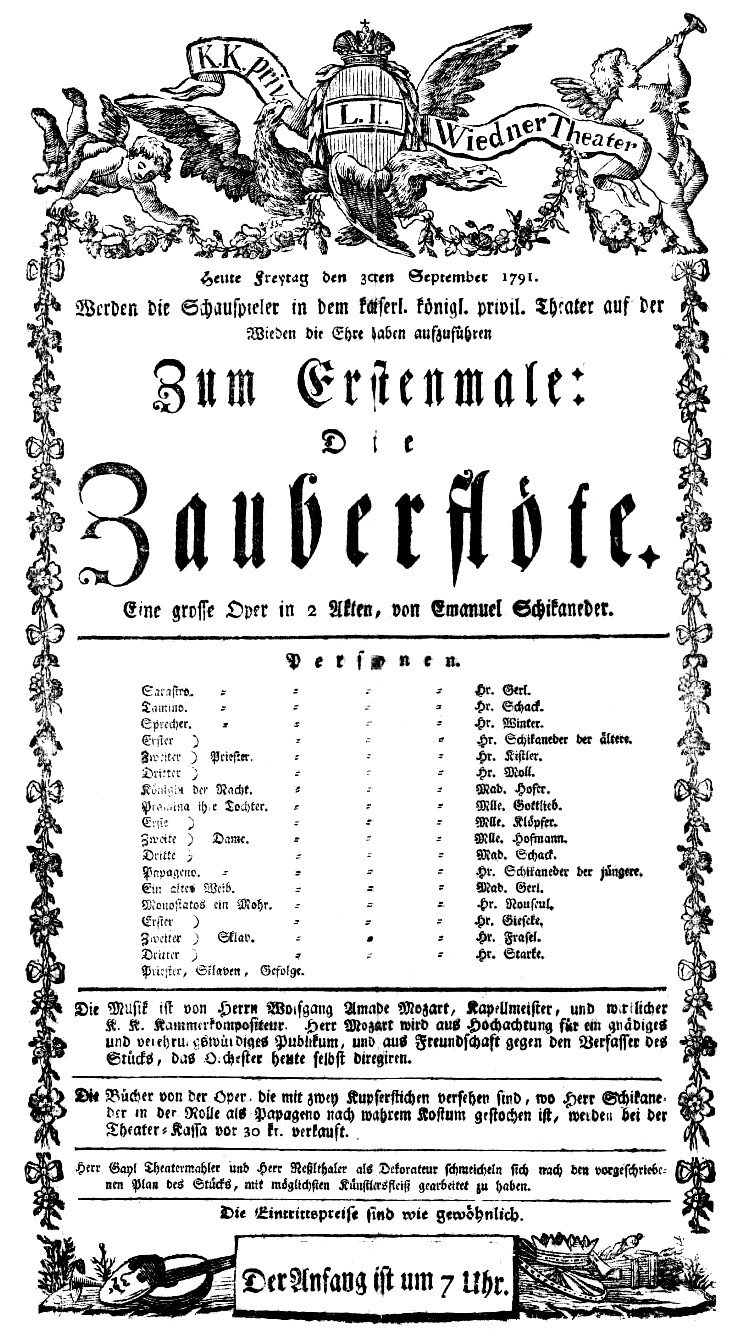
Afisz z prapremiery Czarodziejskiego fletu (1791), Sarastro wymieniony jako pierwsza z postaci

Sarastro – postać fikcyjna z dwuaktowego singspielu Wolfganga A. Mozarta Czarodziejski flet (KV 620) z librettem Emanuela Schikanedera, arcykapłan Izydy i Ozyrysa, rządzący w Świątyni Mądrości, jedna z centralnych postaci dzieła. Rola napisana dla operowych basów. Pierwszym wykonawcą tej partii podczas prapremiery, jaka miała miejsce w Theater an der Wien w Wiedniu 30 września 1791, był Franz Xaver Gerl.
Początkowo, w pierwszej arii Królowej Nocy, przedstawiony jest jako zły demon – porywacz jej córki – Paminy. Królowa wysyła jej na ratunek młodego księcia Tamina oraz ptasznika o imieniu Papageno. Stopniowo jednak obraz Sarastra zmienia się i zamiast okrutnego porywacza dziewcząt Mozart z Schikanederem pokazują sprawiedliwego, mądrego i dobrotliwego kapłana, który Paminę uprowadził spod władzy złej matki po to, by jej rękę oddać księciu, który przejdzie przez świątynne próby. Ten zwrot akcji był podyktowany tym, że w tamtym czasie wystawiano w Wiedniu podobne dzieła, których bohaterowie przypominali pierwotny typ Sarastra. Tak było choćby u Karla Marianellego, bezpośredniego konkurenta Schikanedera, który wtedy miał niemal identyczną sztukę w swoim teatrze, toteż Schikaneder mając gotowy jedynie pierwszy akt zmienił po nim swoją koncepcję. Tamino już pod koniec pierwszego aktu dowiaduje się od Mówcy, że Królowa Nocy nakreśliła mu nie do końca prawdziwy obraz Sarastra. Gdy zaś pojawia się sam arcykapłan, swoją sprawiedliwość objawia karząc okrutnego Maura, Monostatosa. Chór zaś sławi zalety arcykapłana.
W drugim akcie Sarastro otwiera obrady zgromadzenia, które ma zdecydować o losie Tamina i Paminy, sławi też Izydę i Ozyrysa. Tamino oraz Papageno przechodzą próby. Zjawia się także Królowa Nocy, która przypominając Paminie historię jej ojca, zwraca uwagę, że Sarastro zdobył jego zaufanie i otrzymał z jego rąk atrybut władzy – siedmiokrotny słoneczny krąg, co osłabiło władzę Królowej. Wręcza ona też córce sztylet, którym ta ma zabić arcykapłana. Grozi również matczyną klątwą w przypadku, gdyby Pamina miała się zawahać. Ostatecznie jednak nie zabija ona Sarastra. Prosi go nawet o to, by nie karał jej matki. Sarastro zaś odpowiada na to, że w świątynnych murach nie rządzi zemsta, ale wyższe wartości braterstwa i wybaczenia, co oddaje jego charakter. Postać pojawia się również na końcu opery, to do Sarastra należy ostatnia kwestia przed partią chóru. On też jako arcykapłan łączy Paminę z Taminem po odbytych przez księcia próbach.
Dla postaci w operze przeznaczone są dwie dłuższe arie: O Isis und Osiris oraz In diesen heil'gen Hallen, obydwie w II akcie.
Imieniem postaci nazwano planetoidę z pasa głównego asteroid – (3026) Sarastro.

## Przykładowi wykonawcy i nagrania

### CD
- Kurt Moll – Mozart Die Zauberflöte, Georg Solti, DECCA, 1991
- Gottlob Frick – Mozart Die Zauberflöte, Otto Klemperer, EMI Classics, 2000
- Ludwig Weber – Mozart Die Zauberflöte, Herbert von Karajan, Membran International Gmbh, 2004
- Cornelius Hauptmann – Mozart Die Zauberflöte, Roger Norrington, EMI − Virgin Classics, 2003
- Robert Lloyd – Wolfgang Amadeus Mozart „Complete Works”, Die Zauberflöte, Charles Mackerras, Brilliant Classics, 2005
- Reinhold Moser – Arcydzieła mistrzów − Mozart vol. 1, Czarodziejski flet, David Josefowitz, DeAgostini, 2008

### DVD
- René Pape – Mozart – The Complete Operas Salzburger Festspiele, Unitel Classica 2006, Die Zauberflöte, Riccardo Muti, DECCA, 2006
- Franz-Josef Selig – Kolekcja „La Scala”, Polskie Media Amer.Com S. A. Oxford Educational Sp. z o.o. 2008, nr 51 Czarodziejski flet, Colin Davis
- Thomas Thomaschke – Kolekcja „Wielkie opery”, Biblioteka Gazety Wyborczej, Warszawa 2009, nr 9 Czarodziejski flet, Bernard Haitink